# Punto caldo della Tasmania

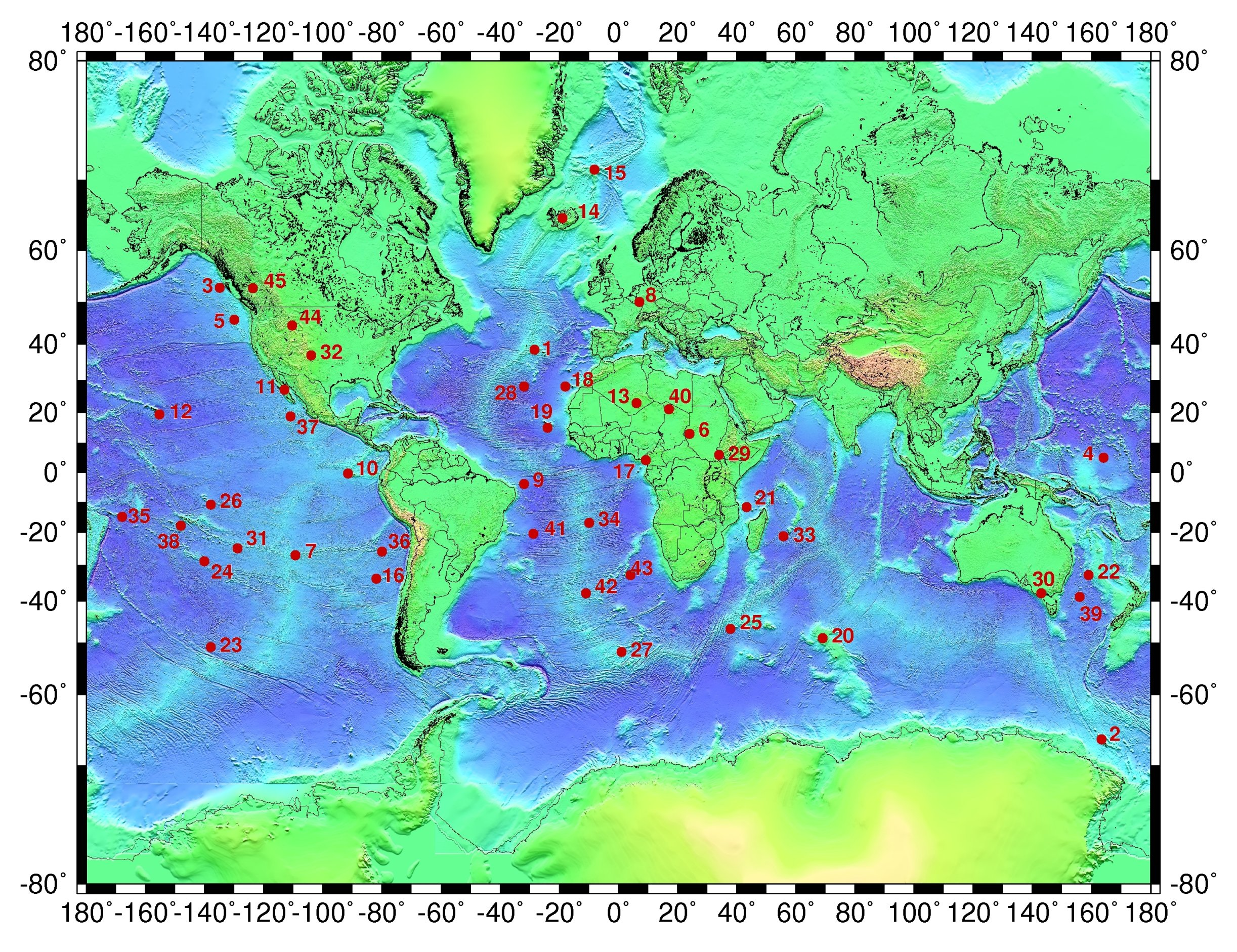
Il punto caldo della Tasmania si trova all'estrema destra della mappa, identificato dal numero 39.

Il punto caldo della Tasmania è un punto caldo vulcanico situato nella parte meridionale dell'Oceano Pacifico.
A causa del movimento delle placche tettoniche, il punto caldo nel passato si trovava in un diverso punto del fondale oceanico. Circa 60 milioni di anni fa, era situato sotto alla parte meridionale dell'attuale Mar dei Coralli, dove si formò il primo vulcano della Tasmania. A causa dello spostamento verso nord della placca indo-australiana, 20 milioni di anni fa il punto caldo si trovò posizionato nel Mar di Tasman settentrionale; alla fine ha raggiunto la sua attuale posizione a est della Tasmania, in seguito al continuo spostamento verso nord della placca.
Lo spostamento verso nord della placca indo-australiana negli ultimi 60 milioni di anni, assieme al vulcanismo del punto caldo della Tasmania ha dato luogo alla formazione di una linea di vulcani sottomarini in direzione nord-sud chiamata catena sottomarina della Tasmania. La catena comprende oltre 10 montagne sottomarine, la più giovane delle quali è il Gascoyne Seamount, che ha un'età di 7 milioni di anni. Attualmente il punto caldo si trova circa 400 km a sud del Gascoyne Seamount ed è definito da una importante zona di attività sismica.
Il punto caldo della Tasmania può aver creato il Louisiade Plateau, una grande provincia ignea all'estremità settentrionale della catena di montagne sottomarine della Tasmania.